# Бријел сир Мез
Бријел сир Мез (фр. Brieulles-sur-Meuse) насеље је и општина у североисточној Француској у региону Лорена, у департману Меза која припада префектури Верден.
По подацима из 2011. године у општини је живело 335 становника, а густина насељености је износила 13,93 становника/km². Општина се простире на површини од 24,05 km². Налази се на средњој надморској висини од 178 метара (максималној 298 m, а минималној 174 m).

## Демографија
| 1962. | 1968. | 1975. | 1982. | 1990. | 1999. | 2011. |
| ----- | ----- | ----- | ----- | ----- | ----- | ----- |
| 432   | 482   | 431   | 391   | 356   | 322   | 335   |

График промене броја становника у току последњих година